# ヨハン・ブリュイネール

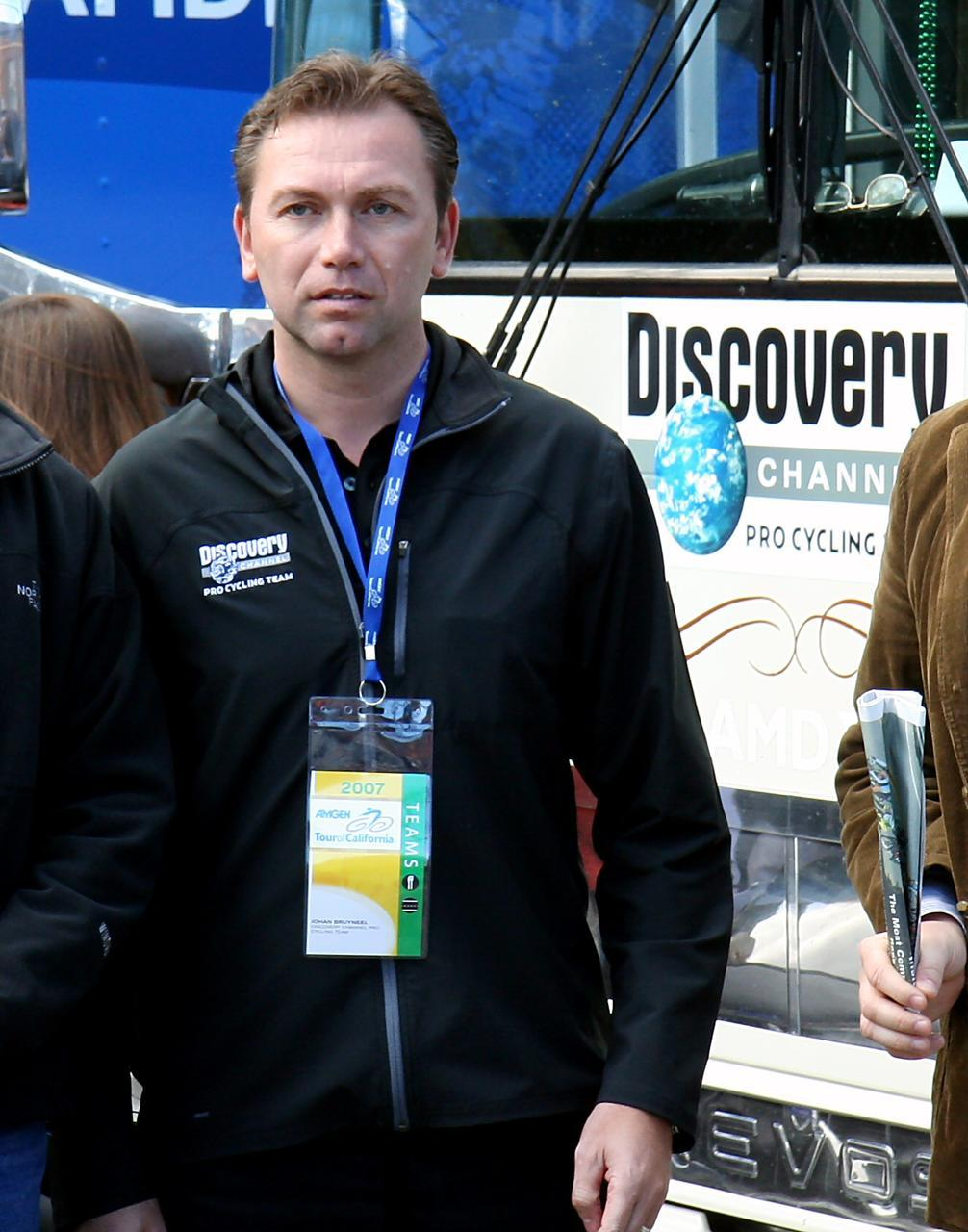
ヨハン・ブリュイネール

ヨハン・ブリュイネール（Johan Bruyneel、1964年8月23日- ）は、ベルギー、イゼヘム出身の元自転車競技選手。2012年までロードレースチームである、レディオシャック・ニッサンのチームマネージャーを務めていた。
1999年から2007年まで、ディスカバリー・チャンネル プロ・サイクリングチーム（2004年までは、USポスタル・サービス プロ・サイクリングチーム）のチームマネージャーを務める。ランス・アームストロングで7連覇（1999年～2005年。ただし後にドーピングが発覚して全て成績抹消）、アルベルト・コンタドールで2度（2007年、2009年）と、合計9回のツール・ド・フランス総合優勝をもたらした人物とされていたが、2018年、ドーピング問題（後述）により、国際自転車競技連合（UCI）から永久資格停止処分を受け、事実上、追放された。

## 経歴
プロ選手年代は1987年～1998年。1990年、ツール・ド・ラブニール総合優勝。1991年、ルント・ウム・デン・ヘニンガー＝トゥルム優勝、1992年、グランプリ・デ・ナシオン優勝の実績を持つ。1993年のツール・ド・フランスでは平均最高時速記録を樹立し区間優勝、総合でも7位と健闘した。1995年のブエルタ・ア・エスパーニャでは総合3位に入った他、同年のツール・ド・フランス第7ステージで区間優勝&マイヨ・ジョーヌを獲得した実績も持つ（このステージ優勝ではずっとミゲル・インドゥラインの後ろに付いてラストだけ追い抜いての優勝だったために、エディ・メルクスや母国ベルギーからも「ベルギーの恥」と酷評されてしまった）。
1999年より、USポスタル・サービス プロ・サイクリングチームのチームマネージャーとなり、ランス・アームストロングの他、タイラー・ハミルトン、ジョージ・ヒンカピー、リーヴァイ・ライプハイマー、トム・ボーネン、ロベルト・エラス、フロイド・ランディス、ヴィアチェスラフ・エキモフ等といった選手たちを率いた。
2005年にUSポスタルのスポンサー撤退により、新たにディスカバリーチャンネルとしてチームは生まれ変わり、アームストロングがツール・ド・フランスで7連覇を達成したが、アームストロングは同年のツールを最後に現役を引退。2005年に加入したパオロ・サヴォルデッリは翌2006年シーズンも残留したものの、チーム力低下に喘いだ。
2007年シーズン、サヴォルデッリはアスタナへと移籍したが、リバティー・セグロスから移籍したアルベルト・コンタドール、ゲロルシュタイナーから同チームに「復帰」した形となったライプハイマーらによってディスカバリーチャンネルは息を吹き返し、ツール・ド・フランスにおいて、コンタドールが総合優勝。ライプハイマーも総合3位に入る健闘を見せた。この他、ヒンカピー、ヤロスラフ・ポポヴィッチ、ステイン・デヴォルデル、ヤネス・ブライコヴィッチ、別府史之らを率いたが、同年限りでディスカバリーチャンネルはスポンサー及びチーム活動を停止した。
2008年、コンタドール、ライプハイマー、ブライコヴィッチが、アレクサンドル・ヴィノクロフのドーピング騒動により、チームが瓦解しつつあったアスタナに転籍するや、ブリュイネールも過去の実績を買われてアスタナのチームディレクターに就任。またアンドレアス・クレーデンが既に2007年よりアスタナに在籍していたこともあり、旧ディスカバリーチャンネル時代にもひけを取らない強力なチーム力が備わった。
しかし、アモリ・スポル・オルガニザシオン（ASO）と国際自転車競技連合（UCI）が、当年のツール・ド・フランスの主導権争いを巡ってシーズン前から対立を極め、2月13日、ASOが主催するレースに、2006年、2007年のツール・ド・フランスでドーピング問題に揺れたアスタナを招待するわけにはいかないとして、ツール・ド・フランスへの招待状を見送った。また、ASOの動きに同調していたジロ・デ・イタリアの主催であるRCSスポルトも、ジロ・デ・イタリアに当初はアスタナに対して招待状を送っていなかったが、コンタドールがバスク一周で総合優勝を果たしたことや、クレーデンもツール・ド・ロマンディを、さらにライプハイマーがツアー・オブ・カリフォルニアを制した実績が買われて急遽招待を受けることになったが、コンタドールが調整不十分な状態で出場しながらも総合優勝を果たした。
2009年のツール・ド・フランスではコンタドールが総合優勝に返り咲き、4年ぶりに現役復帰したアームストロングも3位となった事で、それに伴ってブリュイネールのマネジメント能力を再評価する向きも散見された。
しかし、その直前の7月2日、アスタナチーム創設の主要メンバーだったヴィノクロフが、自身の出場停止期間終了に合わせて現役復帰を発表。自分の復帰を受け入れないならブリュイネールはチームを去るべきとの発言を受け、この年限りで監督を辞任した。
同年、ランス・アームストロングが立ち上げたチーム・レディオシャックのチームマネージャーに就任。

## ドーピング関与疑惑
ランス・アームストロングのドーピング疑惑に関連して、ブリュイネールの関与疑惑も取りざたされている。

### 2010年
- 5月、フロイド・ランディスの証言によると、2002年のUSポスタル在籍時代に、当時同チーム監督のブリュイネールとアームストロングの手ほどきを受けてドーピングを行ったことがきっかけとなり、その後常習するようになったという。またランディスは、2003年にスペイン・ジローナにあるアームストロングのアパートで血液ドーピングに使用するための採血法をアームストロングに指導され、そのクローゼットにある冷蔵庫にはアームストロングとジョージ・ヒンカピーの血液が保管されていたと主張している[2]。

### 2011年
- 5月22日、タイラー・ハミルトンは60 Minutesの中で、アームストロングが総合優勝を果たした2001年のツール・ド・スイスにおいて、国際自転車競技連合(UCI) が、当時USポスタル監督のブリュイネールと共謀し、アームストロングのEPO使用を隠蔽したと告白。これに対し、UCIとブリュイネールは否定した[3]。

### 2012年
- 6月、全米アンチドーピング機関(USADA)はアームストロングに対し正式にドーピング違反であるとの判定を下した。ウォールストリートジャーナルはこれについて、「ツール・ド・フランスでの通算7回の総合優勝記録を一部ないしすべてはく奪される可能性がある」と報じている[4]が、USADAは、ブリュイネールが深く関与している点も告発している[5]。
- 10月10日
  - USADAのCEO、トラヴィス・タイガートは、当時のUSポスタルの所属選手への聴聞をもとに、ブリュイネールがUSポスタルの監督時代に、アームストロングをはじめ、選手にドーピングを強要していた首謀者であるとの声明を発表した[6]。
  - 一例として、マイケル・バリー、デヴィッド・ザブリスキーは、ブリュイネールから、エリスロポエチン(EPO)の使用を強要されたことを明らかにしている[7]。
- 10月12日
  - レディオシャック・ニッサンのチームマネージャー職を解任される。[8]
- 10月22日
  - 国際自転車競技連合（UCI）はUSADAの裁定を受け入れ、アームストロングの1998年8月1日以降の成績の剥奪が確定した[9]。
- 11月1日、USADAは、数々のドーピング違反事例の疑いがあるとみて、当年12月末頃に当人を聴取する意向を明らかにした[10]。

### 2013年
- 1月14日
  - アームストロングが自らのドーピングを告白した[11][12]。

### 2014年
- 4月22日
  - 長年にわたるアンチドーピング規則違反があったとして、10年間の活動停止処分を下された。[13]

### 2018年
- 10月26日
  - UCIにより、永久資格停止処分が下された。これにより、自転車レース界に関わることが生涯不可能となった。